# Dizygopleura
Dizygopleura is een monotypisch geslacht van uitgestorven van ostracoden, dat leefde van het Siluur tot het Devoon. 

## Beschrijving
Deze een millimeter lange ostracode kenmerkt zich door zijn bijna ovale omtrek. De schaal vertoonde vier sterke, verticale knobbels, waarvan de binnenste steeds aan de buikzijde zat. De linker- en rechterklep overlapten elkaar.